# Motorworld München

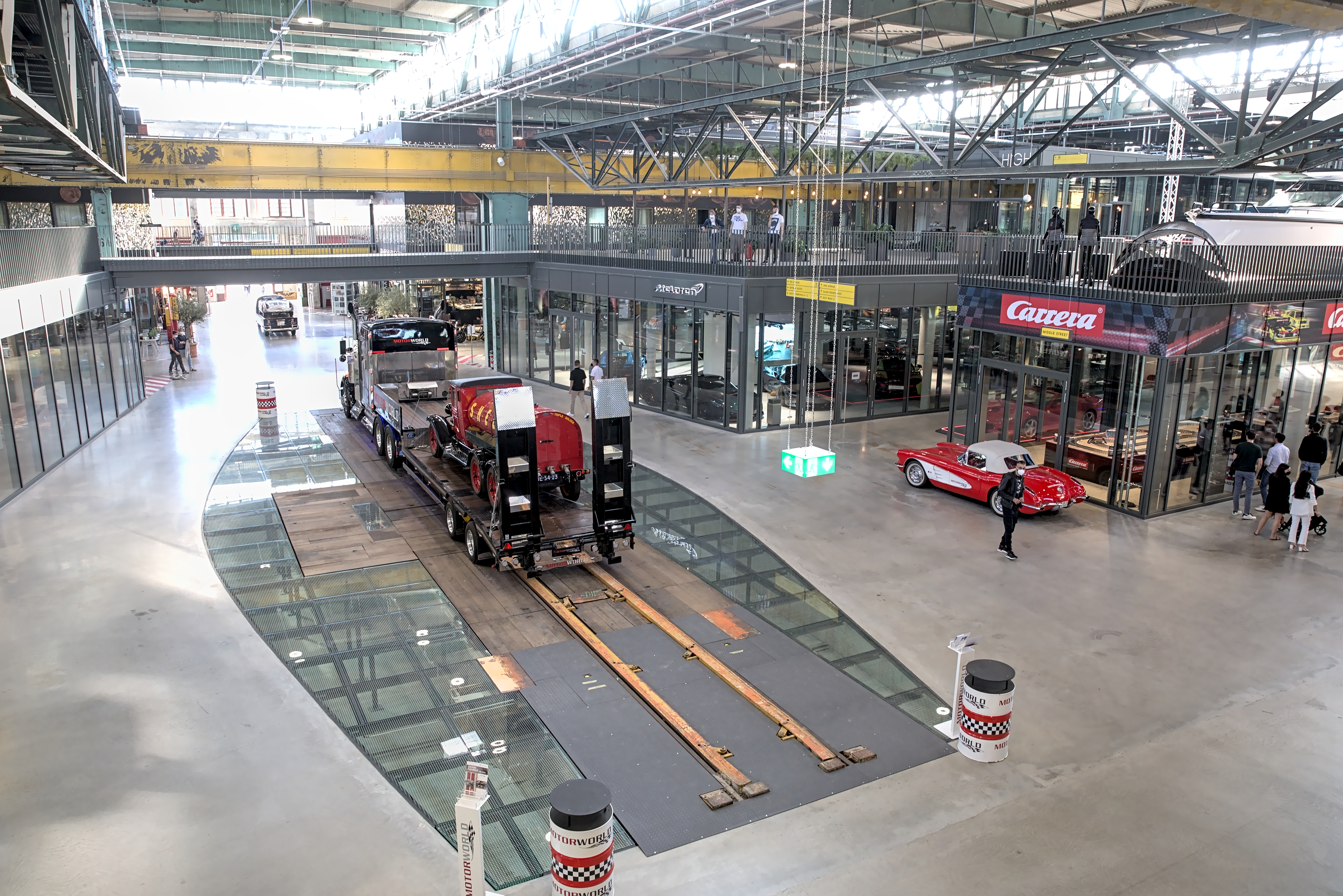
Motorworld München

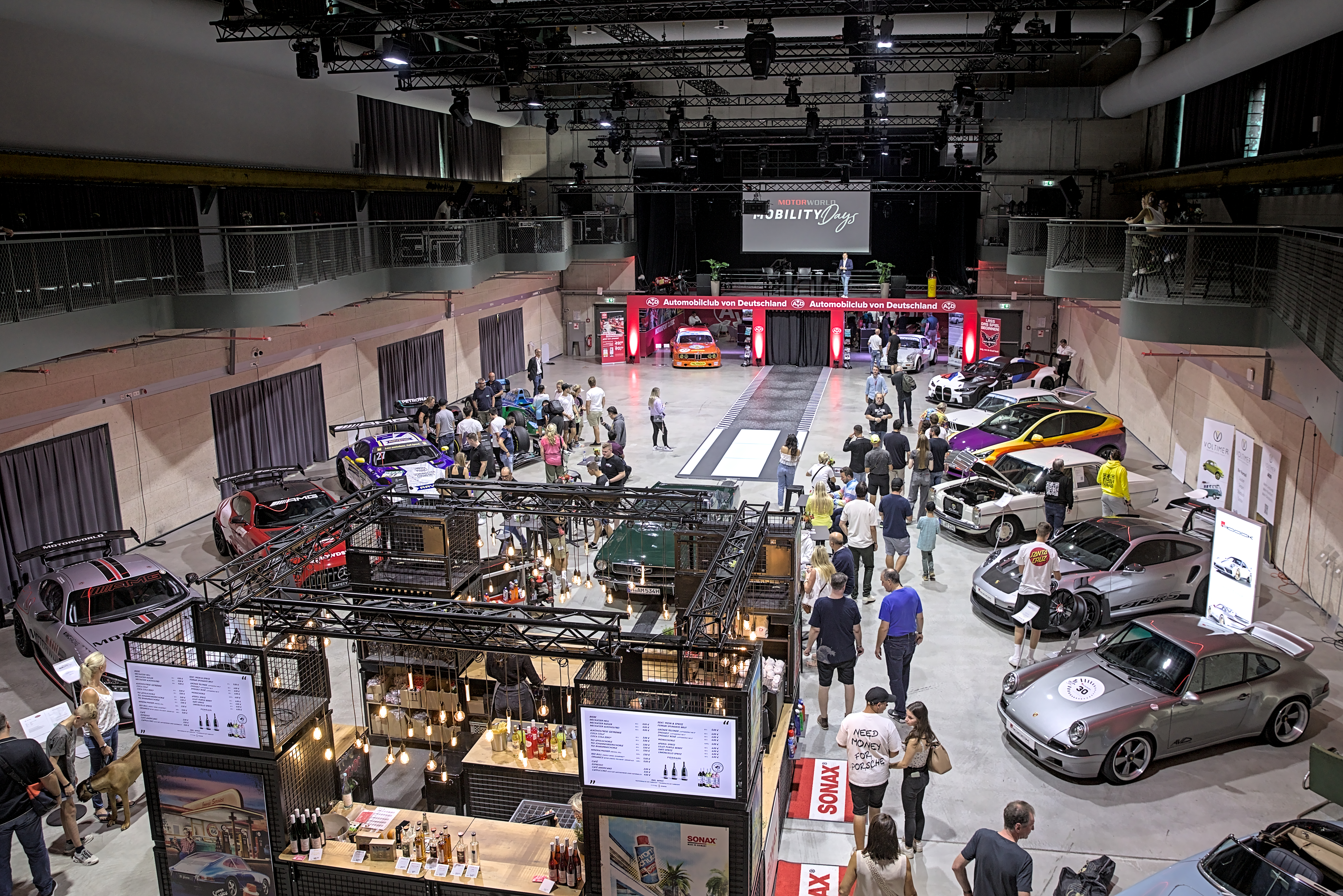
Mobility Days 2023

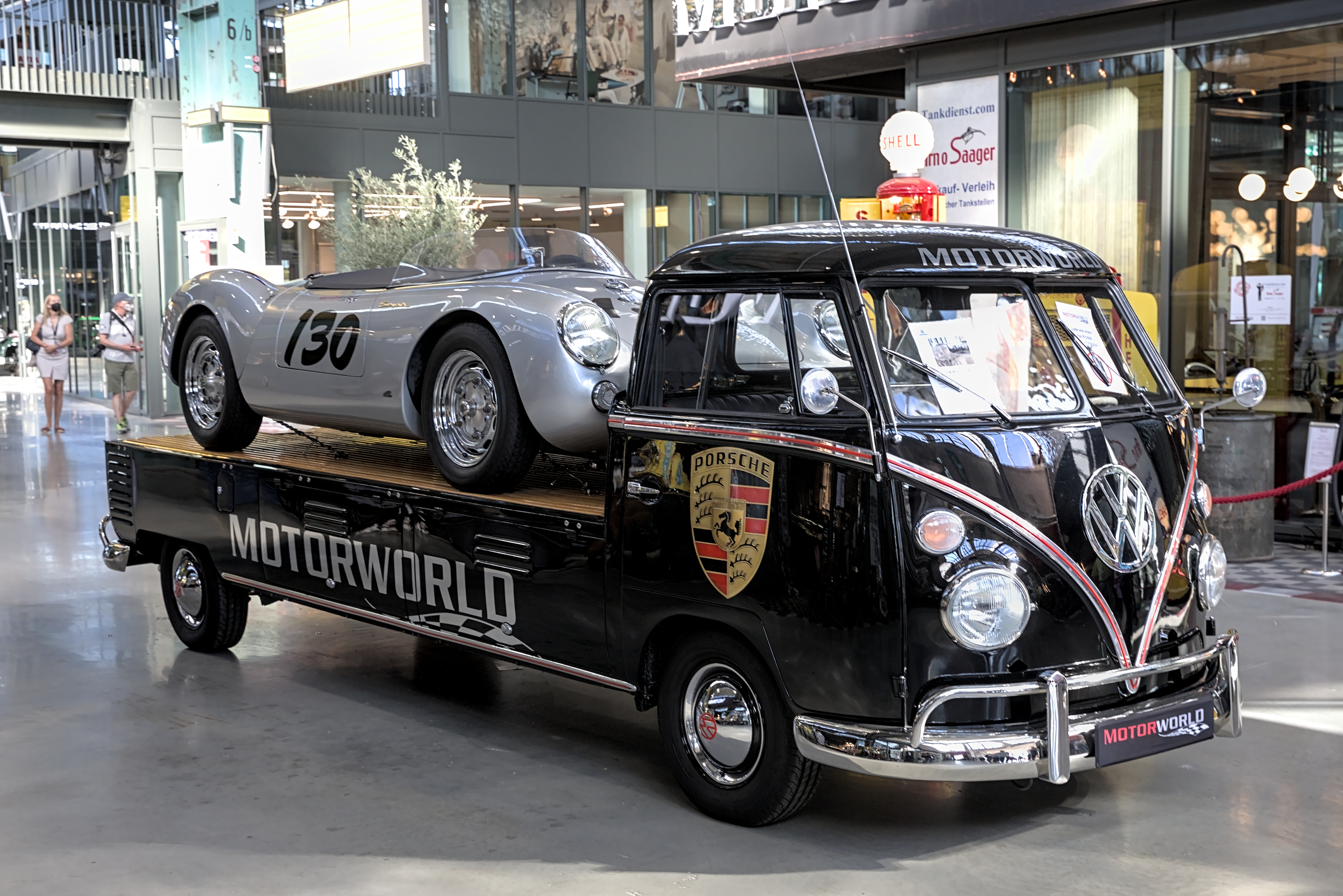
Alter Rennwagentransporter

Die Motorworld München ist ein Dienstleistungszentrum rund um Oldtimer- und Sammlerfahrzeuge inklusive Restaurant, Eventlocation und Hotel in München-Freimann. Sie wurde im Mai 2021 nach zwölf Jahren Planung und Bauzeit eröffnet und umfasst 75.000 m². Die Zeitschrift Motor Klassik berichtete im Februar 2023, dass die offizielle Eröffnungsfeier erst vor Kurzem stattfinden konnte, da es die COVID-19-Pandemie vorher verhinderte.

## Beschreibung
Kernstück der Motorworld ist die denkmalgeschützte Lokrichthalle 24 auf dem Gelände des ehemaligen Ausbesserungswerks München-Freimann. Mit 185 Metern Länge und 90 Metern Breite zählt sie zu den größten freitragenden historischen Stahltragwerkshallen in Europa. Der Gründer Andreas Dünkel investierte für die Neunutzung 100 Millionen Euro.
Zu sehen sind über 30 verschiedene Automarken von Oldtimern und Neuwagen. Ausgestellt sind dort u. a. auch der BMW 507 von Elvis Presley, das BMW Art Car M1 von Andy Warhol, ein Rolls-Royce von Muhammad Ali, wie auch der Nissan Skyline R34/GTR von Paul Walker aus dem Film Fast and The Furious 4. Integriert ist eine Eventhalle für 2400 Menschen, acht verschiedene Restaurants, Bars und Cafés, Tagungsräume sowie ein Hotel mit 156 Zimmern. Die Motorworld München ist täglich bei freiem Eintritt geöffnet. Am 26. November 2022 fand eine Auktion von Sotheby’s statt. Während der zeitgleich stattfindenden Internationalen Automobil-Ausstellung wurden Anfang September 2023 in der Motorworld München erstmals die sogenannten Mobility Days veranstaltet.
Für Fahrzeugbesitzer gibt es 120 mietbare Glasboxen. Sie können dort ihr Fahrzeug ausstellen, nach Käufern suchen oder die Einrichtung als Garage benutzen. Die Fahrzeugbesitzer haben durch eine Zugangskarte und einen Zugangscode auch außerhalb der öffentlichen Besuchszeiten jederzeit Zugang zu ihren Fahrzeugen.
Die Motorworld München betreibt auch die Veranstaltungshalle Zenith, die sich südlich an das Gelände anschließt.